# Stratificare
Stratificarea (engleză Stratification, franceză Stratification) este o tehnică folosită în combinație cu alte instrumente de analiză a datelor măsurătorilor. În situația în care procesul analizat prin măsurători este atât de complex încât cauza unui efect sau a unei împrăștieri a valorilor măsurătorilor efectuate nu rezultă în mod clar sau este imposibil de recunoscut, poate fi utilă reprezentarea datelor rezultate din măsurători în două sau mai multe subpopulații (reprezentate în histograme, diagrame de corelație etc.) numite straturi, corespunzătoare diferitelor cauze. Stratificarea este o metodă de identificare a surselor de variație a datelor culese, prin gruparea lor în funcție de diferiți factori. Stratificarea poate fi făcută, de exemplu, prin gruparea datelor pe tipuri de mașini-unelte, de materiale, de procedee de prelucrare, pe operatori în procese, pe schimburi de lucru etc. Metoda stratificării a fost unul dintre cele șapte instrumente clasice ale controlului și managementului calității.

## Procedura de aplicare
Stratificarea se poate aplica asupra graficelor liniare, histogramelor, diagramelor de corelație, fișelor de control utilizate în controlul statistic al calității etc. Această tehnică se folosește atunci când datele provin din surse sau situații variate, ca de exemplu, diferite schimburi de lucru, diferite zile din săptămână, diferiți timpi de prelevare a probelor (dimineața, seara, noaptea etc.), diverși furnizori sau grupuri de persoane etc. Dacă, de exemplu, se folosesc două tipuri de materiale, diferența în caracteristicile acestora poate fi evidențiată întocmind histograme separate pentru fiecare material.
Înainte de colectarea datelor numerice, se analizează care sunt informațiile referitoare la sursele datelor, pentru a organiza colectarea datelor astfel încât acestea să fie grupate pe diferitele surse. 
Atunci când datele sunt reprezentate grafic pe diagrame de corelație, histograme etc. este recomandat să se folosească markere diferite sau culori diferite, astfel încât să fie evidențiate datele provenite din surse diferite. Datele diferențiate în acest mod sunt considerate a fi stratificate.
Se analizează separat subcategoriile datelor stratificate. Se obțin astfel histograme stratificate sau diagrame de corelație stratificate, dacă datele provenite de la sursa 1 și datele provenite de la sursa 2 sunt grupate separat.
Sursele diferite care pot necesita stratificarea datelor sunt de exemplu: echipamente, schimburi de lucru, departamente, materiale, furnizori, produse, arii geografice, grupe de vârstă etc.
Este necesar să se stabilească înainte de colectarea datelor pentru o analiză situațiile unde este nevoie să se facă stratificări.

## Avantajele stratificării
- Stratificarea poate produce erori de estimare mai mici decât ar fi produse într-un sondaj aleatoriu simplu, cu același volum. * Stratul va da o precizie mai mare cu condiția ca să fie astfel ales încât membrii aceluiași strat să fie pe cât posibil similari în privința caracteristicii analizate.
- În studiul fenomenelor economice, stratificarea prezintă o eficiență mai mare în cazul existenței unei tendințe diferite a dinamicii prețurilor sau a volumului fizic în diversele grupe ale populației cercetate, micșorându-se astfel erorile de reprezentativitate. Sondajul stratificat prezintă un avantaj atunci când în cercetare se urmărește și calcularea indicilor statistici pe grupe.[2]

## Dezavantaje
- Dificultatea identificării, în unele cazuri, a straturilor adecvate.

- Organizarea și analiza datelor colectate este mai complexă.